# Premi Emmy 1957
La cerimonia dei Premi Emmy 1957, nota retroattivamente come 9ª edizione dei Primetime Emmy Awards (9th Primetime Emmy Awards), si è tenuta  agli NBC Studios di Burbank (California) il 17 marzo 1957.
La cerimonia fu presentata da Desi Arnaz.
Questa fu la prima edizione a essere trasmessa a colori.

## Primetime Emmy Awards

### Migliore show o serie televisiva della durata minima di un'ora
- Caesar's Hour
- Climax!
- Omnibus
- The Perry Como Show
- Toast of the Town

### Migliore show o serie televisiva della durata massima di trenta minuti
- The Phil Silvers Show
- Alfred Hitchcock presenta (Alfred Hitchcock Presents)
- Father Knows Best
- The Jack Benny Program
- Person to Person

### Migliore attore protagonista in una serie drammatica
- Robert Young – Father Knows Best
- James Arness – Gunsmoke
- Charles Boyer – Four Star Playhouse
- David Niven – Four Star Playhouse
- Hugh O'Brian – The Life and Legend of Wyatt Earp

### Migliore attore protagonista di una serie comica o commedia
- Sid Caesar – Caesar's Hour
- Jack Benny – The Jack Benny Program
- Robert Cummings – The Bob Cummings Show
- Ernie Kovacs – The Ernie Kovacs Show
- Phil Silvers – The Phil Silvers Show

### Migliore attore non protagonista di una serie televisiva
- Carl Reiner – Caesar's Hour
- Art Carney – The Jackie Gleason Show
- Paul Ford – The Phil Silvers Show
- William Frawley – Lucy ed io (I Love Lucy)
- Ed Wynn – Playhouse 90 | Episodio: Requiem For A Heavyweight

### Miglior attore protagonista in un singolo episodio di una serie televisiva
- Jack Palance – Playhouse 90 | Episodio: Requiem for a Heavyweight
- Lloyd Bridges – The Alcoa Hour | Episodio: Tragedy in a Temporary Town
- Fredric March – Producers' Showcase | Episodio: Dodsworth
- Sal Mineo – Studio One | Episodio: Dino
- Red Skelton – Playhouse 90 | Episodio: The Big Slide

### Migliore attrice protagonista di una serie drammatica
- Loretta Young – Letter to Loretta
- Jan Clayton – Lassie
- Ida Lupino – Four Star Playhouse
- Peggy Wood – Mama
- Jane Wyman – Jane Wyman Presents The Fireside Theatre

### Migliore attrice protagonista di una serie comica o commedia
- Nanette Fabray – Caesar's Hour
- Edie Adams – The Ernie Kovacs Show
- Gracie Allen – The George Burns and Gracie Allen Show
- Lucille Ball – Lucy ed io
- Ann Sothern – Private Secretary

### Migliore attrice non protagonista di una serie televisiva
- Pat Carroll – Caesar's Hour
- Ann B. Davis – The Bob Cummings Show
- Audrey Meadows – The Jackie Gleason Show
- Mildred Natwick – Blithe Spirit | Serie: Ford Star Jubilee
- Vivian Vance – Lucy ed io

### Miglior attrice protagonista in un singolo episodio di una serie televisiva
- Claire Trevor – Producers' Showcase | Episodio: Dodsworth
- Edna Best – This Happy Breed | Serie: Ford Star Jubilee
- Nancy Kelly – Studio One | Episodio: The Pilot
- Evelyn Rudie – Playhouse 90 | Episodio: Eloise

### Migliore regia di uno show o di una serie televisiva della durata massima di trenta minuti
- Make Room for Daddy – Sheldon Leonard per l'episodio Danny's Comeback
- Camera Three – Clay Yurdin per l'episodio As I Lay Dying
- General Electric Theatre – Herschel Daugherty per l'episodio The Road that Led Afar
- Tales of the 77th Bengal Lancers – George Archainbaud per l'episodio "The Traitor"
- You Are There – William D. Russell per l'episodio First Moscow Purge Trial

### Migliore regia di uno show o di una serie televisiva della durata minima di un'ora
- Playhouse 90 – Ralph Nelson per l'episodio Requiem for a Heavyweight
- Kraft Television Theatre – George Roy Hill per l'episodio A Night to Remember
- NBC Television Opera Theatre – Kirk Browning per l'episodio La Boheme
- Playhouse 90 – John Frankenheimer per l'episodio Forbidden Area
- The 20th Century-Fox Hour – Lewis Allen per l'episodio Child of the Regiment
- The Dinah Shore Chevy Show – Bob Banner

### Migliore sceneggiatura di una serie televisiva della durata massima di trenta minuti
- Alfred Hitchcock presenta – James P. Cavanagh per l'episodio Fog Closing In
- Frontier – Mortton S. Fine, David Friedkin per l'episodio Patrol
- Letter to Loretta – Richard Morris per l'episodio The Pearl
- Telephone Time – John Nesbitt per l'episodio Man with the Beard
- The Life and Legend of Wyatt Earp – Daniel B. Ullman per l'episodio The Buntline

### Migliore sceneggiatura di una serie televisiva della durata minima di un'ora
- Playhouse 90 – Rod Serling per l'episodio Requiem for a Heavyweight
- Goodyear Television Playhouse – Louis S. Peterson per l'episodio Joey
- Kraft Television Theatre – George Roy Hill, John Whedon per l'episodio A Night to Remember
- Playhouse 90 – Elick Moll per l'episodio Sizeman and Son
- The Alcoa Hour – Reginald Rose per l'episodio Tragedy in a Temporary Town